# Белокрак тамарин
Белокрак тамарин (Saguinus leucopus) е вид бозайник от семейство Остроноктести маймуни (Callitrichidae). Видът е застрашен от изчезване.

## Разпространение
Разпространен е в Колумбия.